# Hemer
Hemer är en stad i den tyska delstaten Nordrhein-Westfalen, och är belägen i norra delen av Sauerland. Staden har cirka  34 000 invånare.